# Benardrick McKinney
Benardrick Cornelius McKinney (* 19. November 1992 in Tunica, Mississippi) ist ein ehemaliger US-amerikanischer American-Football-Spieler auf der Position des Linebackers. Er spielte zuletzt für die New York Giants in der National Football League (NFL). Von 2015 bis 2020 stand McKinney bei den Houston Texans unter Vertrag.

## College
McKinney, der auf der Highschool auch als Basketballer von sich reden machte, besuchte die Mississippi State University und spielte zwischen 2012 und 2014 für deren Mannschaft, die Bulldogs, erfolgreich College Football, wobei er 243 Tackles setzen und 7 Pässe verhindern konnte. Außerdem gelangen ihm 7,5 Sacks.

## NFL
Beim NFL Draft 2015 wurde er in der zweiten Runde als insgesamt 43. Spieler von den Houston Texans ausgewählt. Die Texans tauschten ihren Zweit-, Viert- und Sechstrundenpick gegen den Zweitrundenpick der Cleveland Browns, um so weiter nach vorne zu rücken und ihn auswählen zu können. Er erhielt einen Vierjahresvertrag in der Höhe von 5,34 Millionen US-Dollar, 2,82 davon garantiert, und ein Handgeld (Signing Bonus) von 2,1 Millionen.
McKinney konnte sich von Anfang an durchsetzen und kam in seiner Rookiesaison 14 Mal zum Einsatz, 11 Mal davon als Starter. In den folgenden drei Spielzeiten behielt er diese Position in allen Begegnungen und entwickelte sich  neben J. J. Watt und Jadeveon Clowney zur fixen Größe in der Defense der Texans. So erhielt er 2018 frühzeitig einen neuen Fünfjahresvertrag über 50 Millionen US-Dollar. Er dankte es mit konstant guten Leistungen, wofür er auch erstmals in den Pro Bowl gewählt wurde.
Am 14. März 2021 einigten sich die Texans mit den Miami Dolphins auf einen Trade von McKinney gegen Linebacker Shaq Lawson, zusammen mit einem Tausch von späten Draftpicks. Am 31. August 2021 wurde McKinney von den Dolphins entlassen.
Am 19. Oktober 2021 nahmen die New York Giants McKinney für ihren Practice Squad unter Vertrag.